# Klaus Kottmeier
Klaus-Richard Walter Adolf Kottmeier (* 16. September 1933 in Surabaya; † 21. Juni 2024 in Bad Homburg) war ein deutscher Verleger und langjähriger Verlagschef des Deutschen Fachverlags.

## Leben
Klaus Kottmeier wurde als Sohn des Kaufmanns Richard Kottmeier, Enkel des Rotenburger Pastors Adolf Kottmeier, und dessen Frau Ursula geb. Hollaender geboren. Ab dem Jahr 1953 studierte er Rechtswissenschaften in Basel, Berlin, Heidelberg und Hamburg. Beim Weser-Kurier bekleidete er nach 1962 unterschiedliche Funktionen, ehe er 1969 zum Deutschen Fachverlag als Verlagsleiter der Lebensmittel-Zeitung ging. Im Jahr 1976 wurde er zum Geschäftsführer der Verlagsgruppe berufen, ab dem Jahr 1981 war er Sprecher der Geschäftsführung. Im Jahr 2003 wechselte er als Vorsitzender in den Aufsichtsrat des Deutschen Fachverlags; ein Amt, das er bis zum Jahr 2019 innehatte. Damit zeichnete er für wesentliche Entwicklungen des Konzerns verantwortlich.
Im Jahr 2009 erhielt Kottmeier das Bundesverdienstkreuz am Bande.
Von der Gründung im Jahr 1992 bis 2000 war Kottmeier Sprecher des Vereins Deutsche Fachpresse. Die drei gemeinnützigen Branchenstiftungen des dfv, die Wilhelm-Lorch-Stiftung, die Stiftung Goldener Zuckerhut und die HORIZONT-Stiftung, wurden auf Kottmeiers Initiative hin ins Leben gerufen. Sie dienen der Förderung junger Talente in der Textil- beziehungsweise der Lebensmittelwirtschaft sowie der Kommunikations- und Agenturbranche.